# Бакан (шхуна, 1857)
«Бакан» (с 1902 года «Лейтенант Скуратов») — парусно-винтовая шхуна, а затем транспорт Балтийского флота и Беломорской флотилии Российской империи, одна из четырёх шхун одноимённого типа, головное судно проекта. Находилась в составе флота с 1857 до 1910 год, во время несения службы совершала плавания в акватории Балтийского, Белого и Баренцевого морей, а также Северного Ледовитого океана, использовалась для выполнения гидрографических работ, обслуживания маяков, охраны морских промыслов и принимала участие в полярных экспедициях.

## Описание судна
Парусно-винтовая двухмачтовая шхуна с железным корпусом водоизмещением 251/284 тонны, одна из четырёх шхун одноимённого типа. Длина шхуны между перпендикулярами по сведениям из различных источников составляла от 39,6 до 39,63 метра, ширина с обшивкой от 6 до 6,1 метра, а осадка — 2,6 метра. На судне была установлена паровая машина мощностью 30—40 номинальных (90—120 индикаторных) лошадиных сил. Дальность плавания шхуны при средней скорости в 8 узлов составляла до 800 миль, максимальная скорость судна могла достигать 12 узлов. Вооружение судна состояло из двух 4-фунтовых нарезных орудий, двух 24-лотовых и двух 12-лотовых пушек.

## История службы
Парусно-винтовая шхуна «Бакан» была заложена в Англии в январе 1856 года, после спуска на воду 15 (27) апреля 1857 года вошла в состав Балтийского флота России.
С 1858 по 1861 год совершала плавания по маякам Финского и Рижского заливов. В кампании 1861 и 1862 годов совершала плавания в Балтийском море, Финском и Рижском заливах. В 1864 году выходила в плавания в Финский залив, а в кампанию следующего 1865 года находилась в кронштадтской гавани. В кампании с 1866 по 1869 год находилась в плаваниях в Балтийском море, Финском и Рижском заливах. При этом в кампанию 1868 года командир шхуны капитан-лейтенант П. М. Федоровский был награждён императорской короной к ордену Святого Станислава II степени. В кампанию 1870 года также совершала плавания в Балтийском море.
С 1870-х годов в летнюю навигацию на шхуне велись гидрографические работы в Баренцевом море. С 1871 по 1873 год выходила в плавания в Финский залив. В кампании 1874 и 1875 годов вновь совершала плавания в Балтийском море и Финском заливе. В 1876 году перешла из Балтийского в Белое море. В кампанию следующего 1877 года в составе Архангельской флотской роты выполняла плавания в Белом море, в этом году командир шхуны капитан 2-го ранга Ю. Г. Тиц был награждён шведским орденом Святого Олафа. В кампании 1878 и 1879 годов также совершала плавания по Белому морю.
В 1881 и 1882 годах совместно со шхуной «Полярная Звезда» осуществляла охрану морских промыслов на Мурмане. В кампанию 1885 года на шхуне велись гидрографические работы у архипелага Новая Земля. Целью работ было астрономическое определение координат ряда пунктов побережья Новой Земли. С 1882 по 1887 год по инициативе Н. М. Баранова была переведена в Архангельск для охраны северных земель России и для изучения Северного Ледовитого океана. В кампании 1883, 1885 и 1886 года совершала плавания в Белом море.
В июле 1889 года на шхуне, под командованием капитана 2-го ранга П. Ф. Иванова, проводились гидрографические исследования от становища Малые Кармакулы до пролива Маточкин Шар. В том же году шхуна выполняла замеры в бухте на юго-западе пролива Маточкин Шар, позже названной её именем. Командир шхуны в кампанию этого года был награждён орденом Святого Станислава II степени. В кампании 1890 и 1891 годов совершала плавания по Белому морю для выполнения работ по лоцмейстерской части и гидрографических работ, а также обеспечения снабжения маяков.
С 1 (13) февраля 1892 года шхуна была переквалифицирована в транспорт. В кампанию 1894 года транспорт находился в плаваниях в Белом море и Северном ледовитом океане. В кампанию следующего 1895 года в находился в распоряжении лоцмейстерской части и также выходил в плавания в Белое море. При этом в кампанию этого года командир транспорта капитан 2-го ранга С. С. Беляев был награждён орденом Святого Станислава II степени. В кампанию 1898 года совершал плавания в Северном Ледовитом океане, Белом и Балтийском морях.
3 (15) октября 1899 года транспорт вошёл в состав Беломорской флотилии. В кампании 1899 и 1900 годов совершал плавания в Северном Ледовитом океане у берегов Мурмана, Шпицбергена, Норвегии и Дании, а также во внутренних водах того же океана, Белом и Балтийском морях. При этом в кампанию 1900 года командиру шхуны капитану 2-го ранга К. Л. Ергомышеву была объявлена сердечная благодарность председателя Императорской академии наук и управляющего Морским министерством за содействие, оказанное академии по градусному измерению на островах Шпицберген;
С 1902 года транспорт «Бакан» был переименован в «Лейтенант Скуратов», а 1 (14) декабря 1910 года был исключён из списков судов флота.

## Командиры судна
Командирами парусно-винтовой шхуны, а затем транспорта в составе Российского императорского флота в разное время служили:
- капитан-лейтенант Р. И. Баженов (1858—1861 годы)[37];
- капитан-лейтенант Г. Д. Гедеонов (1865 год)[11];
- капитан-лейтенант П. М. Федоровский (1865—1869 годы)[13];
- капитан-лейтенант В. А. Давыдов (1870 год)[38];
- капитан 2-го ранга, а с 1 (13) января 1875 года капитан 1-го ранга В. П. Пилкин (1871—1875 годы)[16];
- капитан 2-го ранга, а с 1 (13) января 1879 года капитан 1-го ранга Ю. Г. Тиц (1876—1879 годы)[39];
- капитан-лейтенант, а с 26 февраля (10 марта) 1885 года капитан 2-го ранга М. К. Герарди (с 15 (27) декабря 1884 года до 25 мая (6 июня) 1886 года)[40];
- капитан 2-го ранга Б. К. де Ливрон (1886—1889 годы)[41];
- капитан 2-го ранга П. Ф. Иванов (1889 год)[42];
- лейтенант, а с 1 (13) января 1891 года капитан 2-го ранга К. Р. Добровольский (с 19 (31) марта 1890 года до 1891 года)[43];
- капитан 2-го ранга Е. Р. Егорьев (с 1 (13) января 1893 года)[44];
- капитан-лейтенант, а с 6 (18) декабря 1894 года капитан 2-го ранга С. С. Беляев (с 22 января (3 февраля) 1894 года до 1895 года)[45];
- капитан 2-го ранга Н. М. Иванов (с 9 (21) июля 1898 года до 6 (18) декабря 1898 года)[46];
- капитан 2-го ранга К. Л. Ергомышев (с 6 (18) декабря 1898 года до 1900 года)[47];
- капитан 2-го ранга С. П. Степанов (до 6 (19) декабря 1901 года)[48];
- капитан 2-го ранга И. И. Рагоза (с 6 (19) декабря 1901 года)[49];
- капитан 2-го ранга Р. П. Качинский (1903—1904 годы)[50].

## Память
В честь шхуны названа бухта Бакан (Баренцево море, Новая Земля, бухта обследована экипажем шхуны «Бакан» в 1889 году, им же названа в честь своего судна).